# Association de la presse interaméricaine
L'Association de la presse interaméricaine (en espagnol, Sociedad Interamericana de Prensa, SIP ; en anglais, Inter American Press Association, IAPA) est une organisation non gouvernementale de défense de la liberté de la presse dans les différents pays américains (Amériques du Sud, centrale et du Nord), créée en 1942,.
L'organisation fonctionnait à l'origine sur le principe « un pays, une voix ». En 1950, sous l’impulsion de la CIA et du département d’État, la SIP change de fonctionnement et adopte le principe « un journal, une voix », permettant aux États-Unis, qui possédaient de loin le plus grand nombre de titres de presse, de contrôler l'organisation. Le journaliste Pascual Serrano  souligne que dès lors « son orientation était axée sur l’appui inconditionnel à la politique étrangère des États-Unis, à la lutte antisyndicale et anticommuniste inspirée par Mac Carthy et la promotion du libéralisme économique ». La SIP, bien qu’officiellement engagée en faveur de la liberté de la presse, a été critiquée pendant la guerre froide pour sa proximité avec des régimes dictatoriaux anticommunistes tels que la dictature militaire d'Augusto Pinochet au Chili, la dictature militaire en Argentine ou encore la dictature de la famille Somoza au Nicaragua.
L'ONG est membre du réseau International Freedom of Expression Exchange.
En 2022, Fabrice Fries, PDG de l'AFP, intervient au cours de la 78e assemblée générale de l'Association de la presse interaméricaine sur le thème : « Les droits voisins et un accord réussi avec les plateformes sur les contenus ».